# Przyrzecze (Brzeżno)
Przyrzecze (deutscher Name: Wartenstein) ist ein Dorf mit 94 Einwohnern (Stand 2005) in der polnischen Woiwodschaft Westpommern. Es gehört zur Gmina Świdwin (Schivelbein) im Kreis Świdwin.

## Geografische Lage
Przyrzecze liegt zehn Kilometer südöstlich von Świdwin und ist auf einer Nebenstraße nach Gawroniec (Gersdorf) im Abzweig vor Bierzwnica (Reinfeld) (drei Kilometer) zu erreichen. Przyrzecze ist ein lang gezogenes Bauerndorf, dessen westliche Grenze hier die Rega bildet, die bis 1932 Grenzfluss zwischen den damaligen Kreisen Schivelbein und Belgard war.

## Ortsgeschichte
Wartenstein mit seinem Vorwerk Langenhaken (heute polnisch: Grądzkie) gehörte einst zur Johanniterordens-Komturei Schivelbein. Im Jahre 1807 wurde Canonicus von Briesen auf Klützkow (Kluczkowo) in Wartenstein mit 1½ Hufen zur Kontribution veranlagt.
Bis zur Kreisreform im Jahre 1932 gehörte der Ort zum Kreis Schivelbein, bis dieser in den Landkreis Belgard (Persante) integriert wurde.
Im Jahre 1939 lebten in Wartenstein 223 Menschen in 64 Haushaltungen. Die Gemeindefläche betrug 495,5 Hektar. Die Einwohner lebten größtenteils von der Land- und Forstwirtschaft.
Bis 1945 gehörte Wartenstein zum Amts- und Standesamtsbezirk Langenhaken. Zuständiges Amtsgericht war das in Schivelbein.
Anfang März 1945 wurde der Ort von russischen Truppen besetzt. Die ansässige Bevölkerung wurde vertrieben. Heute ist Przyrzecze ein Teil der Gmina Świdwin im Powiat Świdwiński.

## Kirche
Wartenstein hatte keine eigene Kirche, sondern gehörte bis 1945 zum Kirchspiel Reinfeld. Es lag im Kirchenkreis Schivelbein der Kirchenprovinz Pommern der evangelischen Kirche der Altpreußischen Union.
Heute ist Przyrzecze Teil des Kirchspiels Koszalin (Köslin) in der Diözese Pommern-Großpolen der Evangelisch-Augsburgischen Kirche in Polen.